# Liste der Biografien/Suy
Liste der Biografien |
Portal Biografien |
Personensuche
# |
A |
B |
C |
D |
E |
F |
G |
H |
I |
J |
K |
L |
M |
N |
O |
P |
Q |
R |
S |
T |
U |
V |
W |
X |
Y |
Z |
?
 
Sa |
Sb |
Sc |
Sd |
Se |
Sf |
Sg |
Sh |
Si |
Sj |
Sk |
Sl |
Sm |
Sn |
So |
Sp |
Sq |
Sr |
Ss |
St |
Su |
Sv |
Sw |
Sy |
Sz
 
Sua |
Sub |
Suc |
Sud |
Sue |
Suf |
Sug |
Suh |
Sui |
Suj |
Suk |
Sul |
Sum |
Sun |
Suo |
Sup |
Suq |
Sur |
Sus |
Sut |
Suu |
Suv |
Suw |
Sux |
Suy |
Suz
Die Liste der Biografien führt alle Personen auf, die in der deutschsprachigen Wikipedia einen Artikel haben. Dieses ist eine Teilliste mit 10 Einträgen von Personen, deren Namen mit den Buchstaben „Suy“ beginnt.

## Suy

### Suyd
- Suyderhoef, Jonas († 1686), holländischer Kupferstecher

### Suyk
- Suykens, Henri (1854–1923), belgischer Genremalerei der Düsseldorfer Schule
- Suykerbuyk, Johannes Maria (* 1959), niederländischer Komponist und Musiker

### Suyl
- Suylekom, Hein van (1904–1982), niederländischer Ruderer

### Suyo
- Suyoen, Kim (* 1987), deutsche Violinistin mit koreanischen Wurzeln

### Suys
- Suys, Mieke (* 1968), belgische Triathletin
- Suys, Tieleman Franciscus (1783–1861), flämischer Architekt
- Suysken, Constantin (1714–1771), Jesuit, Bollandist und Kirchenhistoriker

### Suyu
- Suyu, Sherry, Astrophysikerin
- Suyūtī, as- (1445–1505), islamischer Theologe, Philosoph, Jurist, Scholastiker und HistorikerAs-Suyūtī (1445–1505)

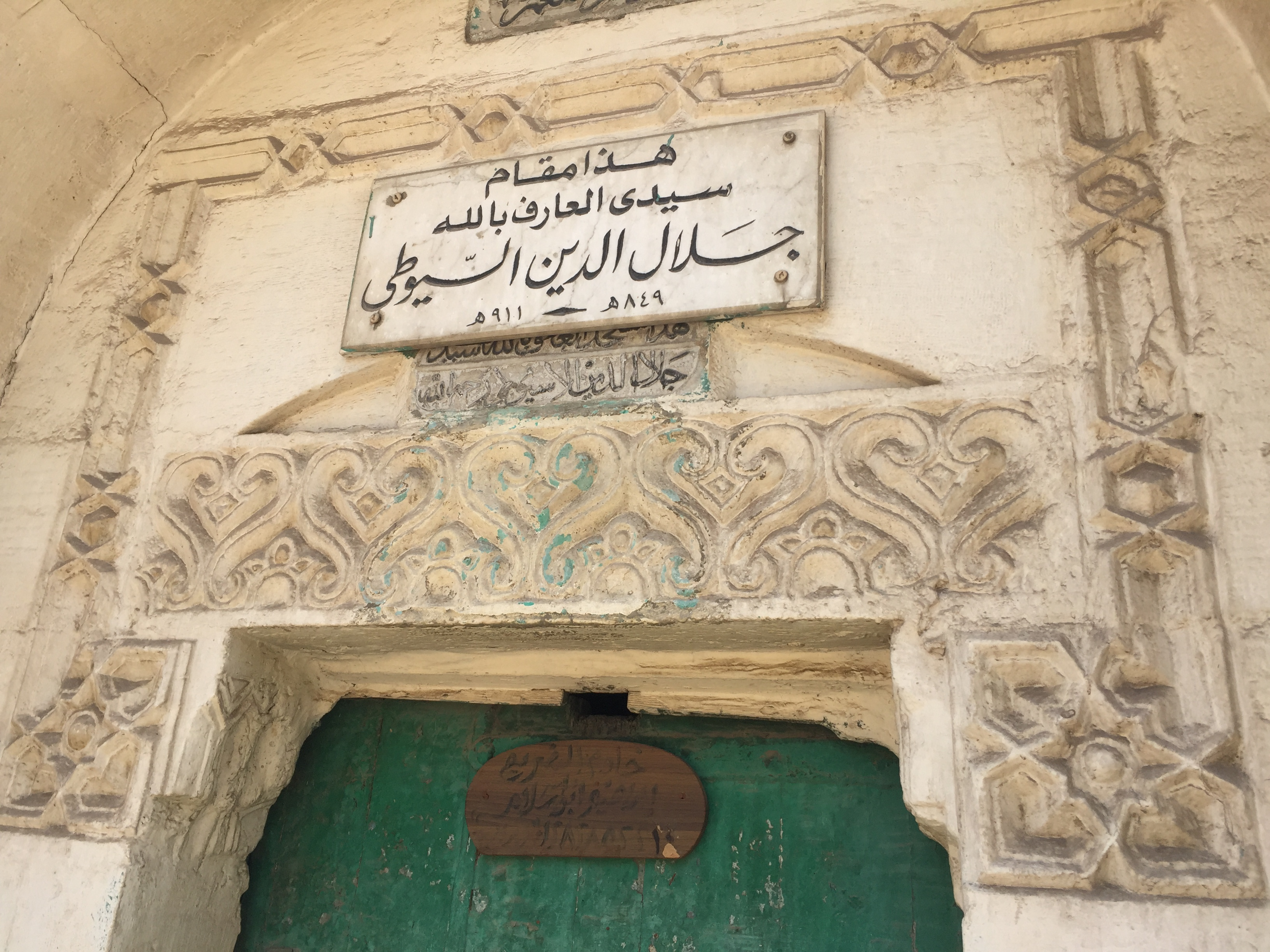
As-Suyūtī (1445–1505)